# Къздервент
Къздервент (на турски: Kızderbent, Къздербент, на гръцки: Κίζδερβεντ, Κιζδερβέντ) е село в Мала Азия, Турция, Вилает Коджаели, Околия Карамюрсел.

## География
Селото се намира югозападно от Измит (Никомидия) и северозападно от Изник (Никея).

## История
В 19 век Къздервент е село в Бурсенски санджак на Османската империя, първото село на малоазийските българи, за което са запазени писмени свидетелства. През 1807 година италианският пътешественик доктор Салватори, пътуващ за Цариград пише:
| „ | Един ден преди да стигнем Никея, пренощувахме в едно село, наречено Къздервент, населено само с българи. Ще има около два века, откакто седем челяди българи, преследвани за религиозни причини, напуснали своите огнища и дошли да се укрият в тая местност, наистина алпийска и дива, но какво не може да направи човешкото прилежание! Днес се наброяват до 150 семейства, които живеят по-малко притеснени, отколкото дето и да било другаде, произвеждат много лен, коприна и овощия. При пукването на зората видях много жени да чукат лен върху един уред, подобен на тоя, който се употребява в Италия, с весело лице и поздравявайки слънцето със своите песни. | “ |

В същата 1807 година френският дипломат Ж. М. Танкоан на път за Анкара попада в Къздервент:
| „ | Когато напуснахме града, жегата беше изключителна жега, която ни се стори още по-непоносима, тъй като щом напуснахме бреговете на залива, за да навлезем навътре, местността стана гола и пуста. Но за наше малко задоволство открихме някои сенчести места и рано пристигнахме в Киз Дервенд, след като изминахме седем левги и половина. Тук бяхме приятно изненадани да открием жени, които се движеха с открито лице и мъже, чиито нрави противоречаха на тези на азиатците. Открихме също носии, носени по бреговете на Дунава и чухме славянски език в страна, в която бихме го сметнали съвсем чужд. Някои сведения изясниха тази очевидна мистерия. Жителите ни информираха, че са от български произход и че селото им е било основано преди около век от предшествениците им, емигрирали в Азия да търсят щастието и спокойствието, което не са могли да намерят в собствената си страна. Тяхното прилежание и това на потомците им скоро довело до разцвет тази малка република: всичките ѝ жители изглеждаха щастливи и доволни, атмосферата на комфорт и благополучие се усещаше в къщите им, в които бяхме посрещнати с най-сърдечно гостоприемство. Ако е вярно, че мързелът е майка на всички пороци, те трябва да са рядкост в Киз Дервенд. Всичките му жители, мъже и жени, бяха заети в полезни работи: повечето жени предяха коноп и ние научихме, че царевицата и конопът са най-голямото богатство на домакините и главният им предмет на търговия. Жителите на това село са християни, принадлежащи на Гръцката църква. При нашето идване те не проявиха нито подозрение, нито ревност. Жените им са хубави и добре сложени и с тях ние можехме да разговаряхме свободно, както с мъжете им. | “ |

В 1829 година в Къздервент спира и английският офицер Джордж Кепел, който пише, че
| „ | Селото се състои от около 100 къщи и всичките му жители са българи. | “ |

Според разказите на къздервентци селото е съществувало през 18 век и е едно от 12-те села, подарени от великия везир на една от жените на сарая, която го продала на арменски банкер, а той ги препродал едно по едно на турци. Кепел е впечатлен от гостоприемството на българите и описва жителите на Къздервент като наематели на земята, тежко обложени с данъщи: десятък от главното им производство – коприната и данък от 8000 гроша към Портата.
По-късно за Къздервент говори и Константин Иречек, който пише, че може къздервентци са преселници от Момин проход, тъй като именно това означава Къздервент на турски. Според Иречек жителите на селото
| „ | Говорят наполовин турски и се намират вече на път съвсем да изгубят народността. | “ |

А Васил Кънчов пише, че селото има 440 къщи и смята, че къздервентци са недоброволни преселници от Охридско.
Към края на 19 век Къздервент постепенно се турцизира като език и елинизира като национално съзнание, вследствие на смесени бракове и влияние на околните турскоезични гръцки села. След краха на Гърция в Гръцко-турската война жителите на Къздервент се изселват в Гърция по силата на Лозанския договор. Бежанците от Къздервент са настанени в изселеното българско село Дъбово (Валтуди), както и заедно с местни, понтийци и тракийци в селата Оризарци (Ризия), Геракарци (Геракона), Либахово (Филирия) и Кушиново (Полипетро). Девет семейства бежанци от Къздервент се заселват в дойранското село Ашиклар. Българският език оставя силни следи в турския говор на къздервентци.